# Mirko Drazen Grmek
Mirko Drazen Grmek (Krapina, 9 gennaio 1924 – Parigi, 6 marzo 2000) è stato uno scrittore croato naturalizzato francese.

## Biografia
Dopo la laurea conseguita a Zagabria, si trasferì a Parigi, al Collège de France, nel 1963. Qui divenne il curatore nonché il massimo esperto internazionale degli scritti di Claude Bernard. Naturalizzato francese nel 1967, si dedicò alla costruzione di un'opera monumentale sulla storia del pensiero medico in Occidente, avvalendosi di un'équipe internazionale composta da medici, biologi, storici, sociologi, psicologi e filosofi. Dal 1995 al 1998 fu docente presso il Corso di Perfezionamento in Paleopatologia dell'Università di Pisa. Chiuse la sua carriera universitaria come docente di Storia delle scienze biologiche e mediche alla Sorbona di Parigi. Si uccise dopo aver incaricato molti suoi collaboratori, inconsapevoli del suo intento, di costruire un “macchinario” costituito da varie parti che nell’insieme attivandosi provocavano la morte del soggetto.
Grmek, come storico della scienza e della medicina, concepiva l'uomo e la società quali enti composti da elementi corporei e psichici, interagenti attraverso una complessa vicenda di particelle che nascono, vivono, crescono e muoiono. La storia della medicina - dai tempi degli egizi e dei greci alla sorprendente tecnologia dei tempi moderni - è dunque soltanto una lotta per alleviare il peso della malattia e per procrastinare la morte, e non già per eliminarle. Senza di esse, infatti, non esisterebbe la vita. La salute fisica e mentale dell'uomo - secondo Grmek - passa anche attraverso l'accettazione di tale semplice e profonda certezza.

## Opere
- Le malattie nell'arte antica (2000), Giunti
- La vita, la malattia e la storia (1998), Di Renzo Editore
- Il calderone di Medea. La sperimentazione sul vivente nell'antichità (1996), Laterza
- Le malattie all'alba della civiltà occidentale (1985), Il Mulino
- Storia del pensiero medico occidentale. Antichità e Medioevo (2007), Laterza